# Conselho Nacional de Libertação
O Conselho Nacional de Libertação (em inglês:  National Liberation Council, NLC) foi o governo que liderou Gana de 24 de fevereiro de 1966 a 1º de outubro de 1969. O órgão governante emergiu de um violento golpe de Estado (o primeiro de Gana) contra o governo civil liderado por Kwame Nkrumah. O Serviço de Polícia do Gana e as Forças Armadas do Gana realizaram o golpe em conjunto, com a colaboração do Serviço Civil do Gana. Alegou-se que os conspiradores estavam bem conectados com os governos da Grã-Bretanha (sob o primeiro-ministro Harold Wilson) e dos Estados Unidos (então sob Lyndon B. Johnson), que teriam aprovado o golpe pois Nkrumah desafiava suas ambições políticas e econômicas na África.
O novo governo implementou políticas de ajuste estrutural recomendadas pelo Fundo Monetário Internacional (FMI) e pelo Banco Mundial. O dinheiro do orçamento nacional deslocou-se da agricultura e da industrialização para as forças armadas. As empresas, os patrimônios e o capital nacional foram privatizados ou abandonados. Enquanto Nkrumah havia rejeitado os projetos de desenvolvimento das corporações multinacionais como sinais de neocolonialismo, o Conselho Nacional de Libertação permitiu que conglomerados estrangeiros operassem em termos extremamente favoráveis. O cedi ganês foi desvalorizado em 30%. Essas mudanças econômicas não conseguiram reduzir a dívida do país ou aumentar a proporção das exportações para as importações.
O regime do Conselho de Libertação Nacional ganhou o apoio de grupos poderosos na sociedade ganesa: chefes locais, intelligentsia e líderes empresariais, bem como das forças militares e policiais em expansão. No entanto, suas políticas de austeridade econômica não foram apreciadas pelos trabalhadores em geral, que sofreram com o aumento do desemprego e a repressão das greves. Em 1969, o regime passou por uma transição cuidadosamente administrada para um governo civil. As eleições realizadas em 29 de agosto de 1969 inauguraram assim um novo governo liderado pelo sucessor escolhido pelo Conselho de Libertação Nacional: o Partido do Progresso de Kofi Abrefa Busia.

## Membros
Os membros consistiam de quatro soldados e quatro agentes policiais.
- Lt. Gen. J. A. Ankrah - Presidente e Chefe de Estado (24 de fevereiro de 1966 – 3 de abril de 1969)
- J.W.K. Harlley (Inspetor Geral da Polícia) - Vice-Presidente
- Brigadeiro Akwasi Amankwaa Afrifa - Presidente e Chefe de Estado (3 de abril de 1969 – 1 de outubro de 1969)
- Lt. Gen. Emmanuel K. Kotoka (24 de fevereiro de 1966 – 17 de abril de 1967)
- B. A. Yakubu (comissário adjunto da polícia)
- Major General Albert Kwesi Ocran
- Anthony K. Deku (Comissário de Polícia, Departamento de Investigação Criminal)
- J.E.O. Nunoo (Comissário de Polícia, Administração)

## Comissários
Os chefes de ministérios foram designados como comissários:
| Cargo                               | Nome                                                                                | Mandato                      |
|                                     |                                                                                     |                              |
|                                     |                                                                                     |                              |
| Ministro das Relações Exteriores    | Joseph Arthur Ankrah John Willie Kofi Harlley                                       | 1966 – 1967 1967 – 1968      |
| Comissário para a Defesa            | Tenente general Emmanuel Kotoka Tenente general J. A. Ankrah Maj. Gen. Albert Ocran | 1966 – 1967 1967 – 1969 1969 |
| Comissário para o Interior          | Anthony K. Deku                                                                     | Fev. 1966 – Mar. 1969        |
| Comissário para o Interior          | John Willie Kofi Harlley                                                            | Mar. 1966 – Ag. 1969         |
| Comissário para a Agricultura       | Jacob Ofori-Torto Albert Adumakoh                                                   | 1967 – 1968 1968 – 1969      |
| Comissário para as Comunicações     | Matthew Poku                                                                        | Fev. 1968 – Abr. 1969        |
| Comissário para os Assuntos Sociais | Susanna Al-Hassan                                                                   | 1967                         |